# Płetwy

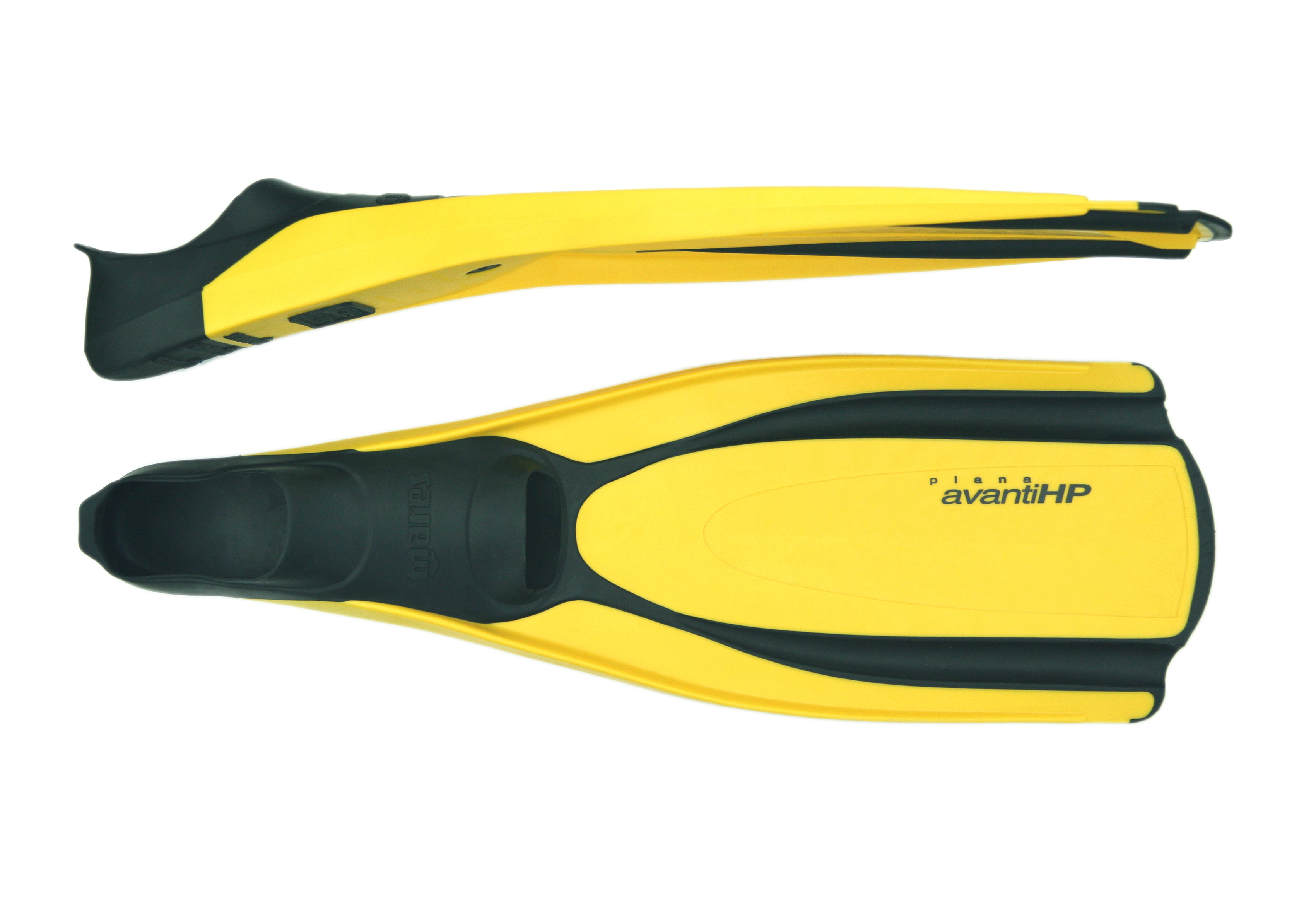
Płetwy kaloszowe

Płetwy to akcesoria, służące do sprawnego poruszania się w wodzie lub pod wodą, dając dodatkową siłę napędową.
Typy płetw:
kaloszoweposiadające zintegrowany, gumowy but obejmujący cała stopę
regulowaneposiadające otwartą piętę i pasek obejmujący piętę, pozwalający na regulację
składanezakładane na but nurkowy, złożone mieszczą się na łydce

Oprócz tego możemy wyróżnić płetwy treningowe:
- dla pływaków (krótsze i twardsze),
- dla nurków bezdechowych (dłuższe od zwykłych),
- do pływania szybkiego (długie).

Płetwy mogą być gumowe, plastikowe lub z innych materiałów i stanowić połączenie wszystkich wymienionych. Pływanie w płetwach wymaga wolniejszych ruchow niż bez płetw i w zależności od doboru odpowiedniej siły mięśni nóg. Dobrze dobrane do rodzaju aktywności płetwy poprawią efektywność pływania, nie będą powodowały uciążliwych skurczy i nie powinny obcierać nóg.